# Hug II del Maine
Hug II del Maine (c. 920-925 - † 992) fou comte del Maine al segle x. Era fill d'Hug I del Maine, i probablement d'una filla de Goslí II del Maine.

## Vida
Va ser comte del Maine quan va morir el seu pare, entre el 939 i el 955, i fou, com el seu pare, un dels primers vassalls del seu oncle Hug el Gran. Aquest últim va morir el 956, deixant un fill petit, el futur Hug I de França, i Hug II va aprofitar per independitzar-se d'aquesta sobirania, com Folc II el Bo, comte d'Anjou, i Teobald I de Blois, comte de Blois.
Després d'això, va aliar-se amb el fill de Teobald, Eudes I, en una coalició contra el rei capet. Sigefroy, bisbe de Le Mans, fidel a Hug Capet, va haver de fugir de la vila i refugiar-se amb el comte de Vendôme, Bucard I, a qui va donar els dominis que van acabar formant el Bas-Vendômois.
No se sap qui va ser la seva dona. El nom del seu tercer fill indica un parentesc probable d'aquesta dona amb la casa de Vermandois. Van tenir tres fills:
- Hug III del Maine († 1014), comte del Maine
- Folc del Maine († 992)
- Herbert del Maine († 1 d'abril de 1046), tutor i regent del seu renebot Hug IV del Maine, després deposat i relegat a un monestir.[3]

També va tenir diverses filles, entre elles potser Melisenda del Maine, dona de Judicael de Nantes, comte de Nantes.
| Precedit per: Hug I | Comte del Maine 950 - 992 | Succeït per: Hug III |